# 譚大初
譚大初（1504年—1578年），字宗元，號次川，廣東始興人，明朝政治人物，同進士出身。

## 生平
嘉靖十六年（1537年）丁酉科廣東鄉試第七十五名舉人。嘉靖十七年（1538年）登戊戌科同進士。授工部主事，因丁憂歸鄉。服闕，起原职，二十七年三月改為戶科給事中，二十八年九月升兵科右，歷刑科左給事中，出為江西副使。期間逮捕治理嚴嵩親黨奪民田。之後升廣西右參政，因彈劾歸鄉。久之，嘉靖四十五年（1566年）起為河南右參政。未上任，本年閏十月即升南京通政使司右通政，十二月升應天府府尹。明穆宗即位后，乞以參政致仕，不許。
隆慶元年（1567年）七月召拜工部右侍郎，二年二月升遷為戶部左侍郎，總督倉場。海瑞為僉都御史時，譚大初大力舉薦。之後屢疏乞休，穆宗沒有批准，四年三月拜南京戶部尚書，五月引疾去。卒年七十五，諡莊懿。

## 家族
曾祖譚遜，壽昌縣丞。祖父譚昇。父譚驥，字尚德，號梅溪，訓科，卒年七十二。嫡母劉氏、生母劉氏。慈侍下。兄譚大中（醫學訓科）。伯父譚夔，南寧府教授；譚龍，太平县丞。